# Comuna Konopleane, Berezivka
Konopleane (în ucraineană Конопляне) este o comună în raionul Berezivka, regiunea Odesa, Ucraina, formată din satele Bohunove, Konopleane (reședința), Liubotaiivka, Șerove, Sîlivka și Tarasivka.

## Demografie
Componența lingvistică a comunei Konopleane
     Ucraineană (92,04%)
     Rusă (4,96%)
     Alte limbi (3%)
Conform recensământului din 2001, majoritatea populației comunei Konopleane era vorbitoare de ucraineană (92,04%), existând în minoritate și vorbitori de rusă (4,96%).